# サラトフ市電
サラトフ市電（ロシア語: Саратовский трамвай）は、ロシア連邦の都市・サラトフ市内の路面電車。19世紀末に開通した馬車鉄道を転換した歴史を持ち、2021年現在はトロリーバス（サラトフ・トロリーバス）と共にサラトフ市の公営企業であるサラトフゴルエレクトロトランス（МУПП «Саратовгорэлектротра́нс»）によって運営されている。

## 歴史
サラトフ市内における最初の公共交通機関は、1887年に開通した馬車鉄道であった。これは1880年代から建設計画が始まったもので、開通後は都市の人口増加を始めとした旺盛な需要に応えるため急速に路線網を拡大していった。しかし、時代が進む中で次第に馬車鉄道は不採算事業となっていき、より効率的な公共交通機関が求められるようになった。
そこで、サラトフ市は路面電車に加えて市内各地に電力を供給する発電所を海外企業の協力の下で建設する事を決定し、複数の企業との協議を経て1905年にベルギーの合資会社との間に契約を結んだ。発電所の建設は1907年に完了し、同年に馬車鉄道の運営権がベルギーの合資会社に譲渡された。そして架空電車線方式を用いた路面電車への転換工事を経た後、1908年10月5日（旧暦）に試運転が行われた。その中でブレーキの故障により車両が停車しない事故が起き、死傷者は出なかったものの、翌10月6日の営業運転開始時から数日間は走行区間の制限を余儀なくされた。本格駅な営業運転が始まったのは10月10日である。
それ以降馬車鉄道は順調に路面電車へ置き換えられていき、1909年時点で路面電車網の営業キロは35.2 km、9系統となり、年間利用客数も1,100万人以上を記録した。更にそれ以降も需要の拡大と共に延伸が続き、1917年時点の営業キロは71.6 kmに達した。

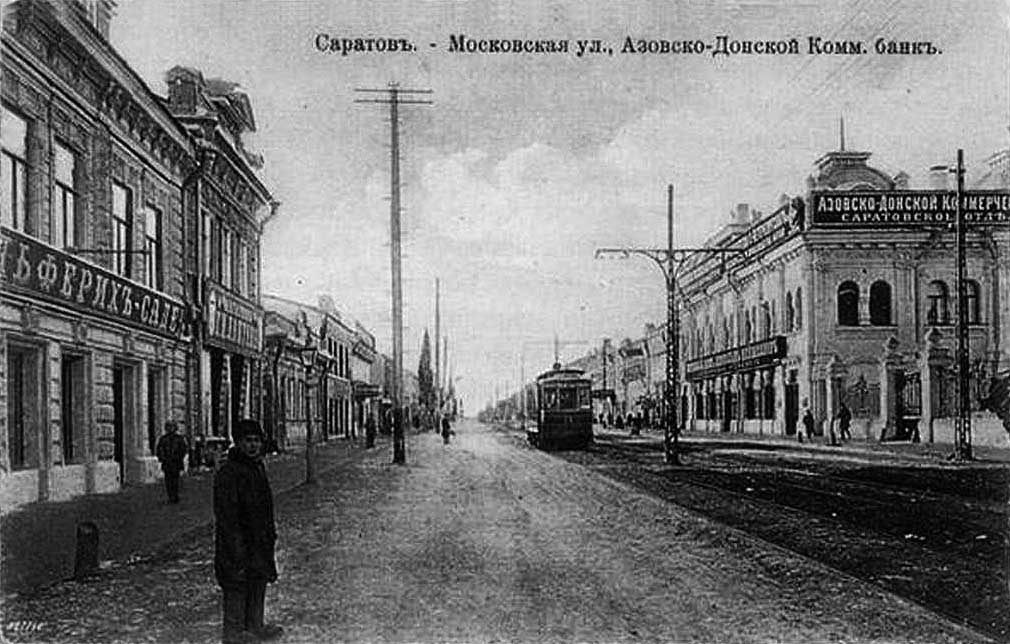
戦前のサラトフ市電
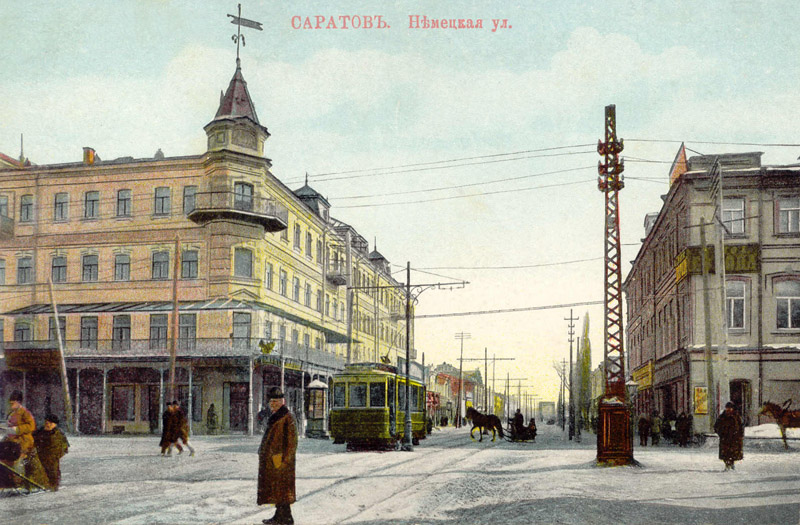
1910年代のサラトフ市電の絵葉書

だが、第一次世界大戦開戦後は軍事的困難を理由にベルギーの合資会社によるメンテナンスは滞り、施設や車両の劣化が大きな課題となった。この事態を受け、1918年にサラトフ市は路面電車の所有権を合資会社から譲受したものの、ロシア革命の影響や電力不足を受け、1919年には一般の利用客の利用を停止する事態となった。ただしそれ以降も負傷兵の病院への輸送、日用品の輸送などで路面電車の運転は続き、一般利用客の利用が再度許可されたのは1921年となった。
ソビエト連邦の路面電車となったサラトフ市電では、老朽化が深刻となった線路や施設の復旧が行われた他、車両の増備も積極的に行われるようになった。そして路線網の延伸も積極的に行われ、1933年時点の営業キロは100.1 km（うち旅客路線は93.2 km）となった。しかし、第二次世界大戦（大祖国戦争）中は徴兵による人員不足や資材の枯渇の影響により大半の系統が運休を余儀なくされ、走行可能な車両数も大幅に減少した。それを受け、戦後は酷使により劣化が進んだ線路や施設、車両の復旧が実施されている。
1950年代はトロリーバスが1952年に開通した一方、路面電車も引き続き延伸が行われ、戦前に導入された車両についても置き換えが進められていった。その後、1970年代に入ると自動車に関する混雑や騒音、排気ガスといった諸問題から路面電車をはじめとする電気交通機関が見直され、新規路線や車庫の建設も実施された。ただ、その一方でトロリーバスの延伸に合わせた一部区間の廃止も実施されている。
この路線網の廃止はソビエト連邦の崩壊による混乱以降も続いている他、車庫の閉鎖も行われており、現存する路線についても線路や施設の老朽化が課題となっている。一方でサラトフ市電は市内における主要な交通機関に位置付けられており、モスクワ市電からの譲渡車両による車両の近代化が行われている他、最高速度80 km/hの高速路面電車の導入に関する検討も進められている。

## 運用

2021年現在、サラトフ市電では以下の10系統が運行している。基本運賃はトロリーバスと共に23ルーブルに設定されている。また、サラトフゴルエレクトロトランスは規定された時間内なら何度でも乗車可能となる料金設定を施したICカードの「パイエーハリ（Поехали）」を発行している。
| 系統番号 | 起点                                | 終点                   | 備考 |
| -------- | ----------------------------------- | ---------------------- | ---- |
| 2        | Пл. Орджоникидзе                    | Акмолинский проезд     |      |
| 3        | 6-я Дачная                          | Мирный переулок        |      |
| 4        | 6-я Дачная                          | 10-я Дачная            |      |
| 5        | Комсомольский поселок               | ООО «Саратоворгсинтез» |      |
| 6        | 6-я Дачная                          | Школа № 52             |      |
| 7        | ООО «Саратоворгсинтез»              | пл. Орджоникидзе       |      |
| 8        | Пл. Орджоникидзе                    | Комсомольский посёлок  |      |
| 9        | Мирный переулок                     | 1-й Просяной проезд    |      |
| 10       | Мирный переулок                     | Октябрьский посёлок    |      |
| 11       | Геологический колледж (6-й квартал) | Мирный переулок        |      |

## 車両
2024年現在、サラトフ市電に在籍する営業用車両は以下の通り。多くの車両が2両編成を組んで営業運転に使用されているのが特徴である。これら以外にソビエト連邦時代の1920年代に導入された2軸車のKhのうち1両がサラトフ市内の軍事労働栄光博物館（Музей боевой и трудовой славы）で静態保存されている。
長らく超低床電車の導入は行われていなかったが、2023年にサラトフゴルエレクトロトランスはPC輸送システムズとの間に低床構造を有する2車体連接車のボガトィーリ（71-923M）を5両、同じく低床構造のボギー車であるライオネット（71-911EM）を1両導入する契約を結び、2024年5月までに導入された。加えて同月にはボガトィーリ（71-923M）の15両の追加発注が実施され同年12月までの納入を予定している他、6月には更に8両の発注も行われ、こちらは2025年2月までに納入される。
| 車両形式 | 車両形式   | 両数 (2024年5月現在) | 備考・参考                           |
| -------- | ---------- | -------------------- | ------------------------------------ |
| 71-605   | 71-605     | 65両                 |                                      |
| 71-605   | 71-605A    | 16両                 |                                      |
| 71-605   | 71-605RM13 | 1両                  | 近代化車両                           |
| 71-608   | 71-608K    | 12両                 | 全車運用離脱中                       |
| 71-608   | 71-608KM   | 6両                  | 一部車両はモスクワ市電からの譲渡車両 |
| 71-619   | 71-619KT   | 20両                 |                                      |
| 71-619   | 71-619A    | 1両                  |                                      |
| タトラT3 | MTTA       | 29両                 | モスクワ市電からの譲渡車両           |
| タトラT3 | MTTE       | 1両                  | モスクワ市電からの譲渡車両           |
| 71-923   | 71-923M    | 5両                  | 超低床電車 2車体連接車               |
| 71-911   | 71-911EM   | 1両                  | 超低床電車                           |

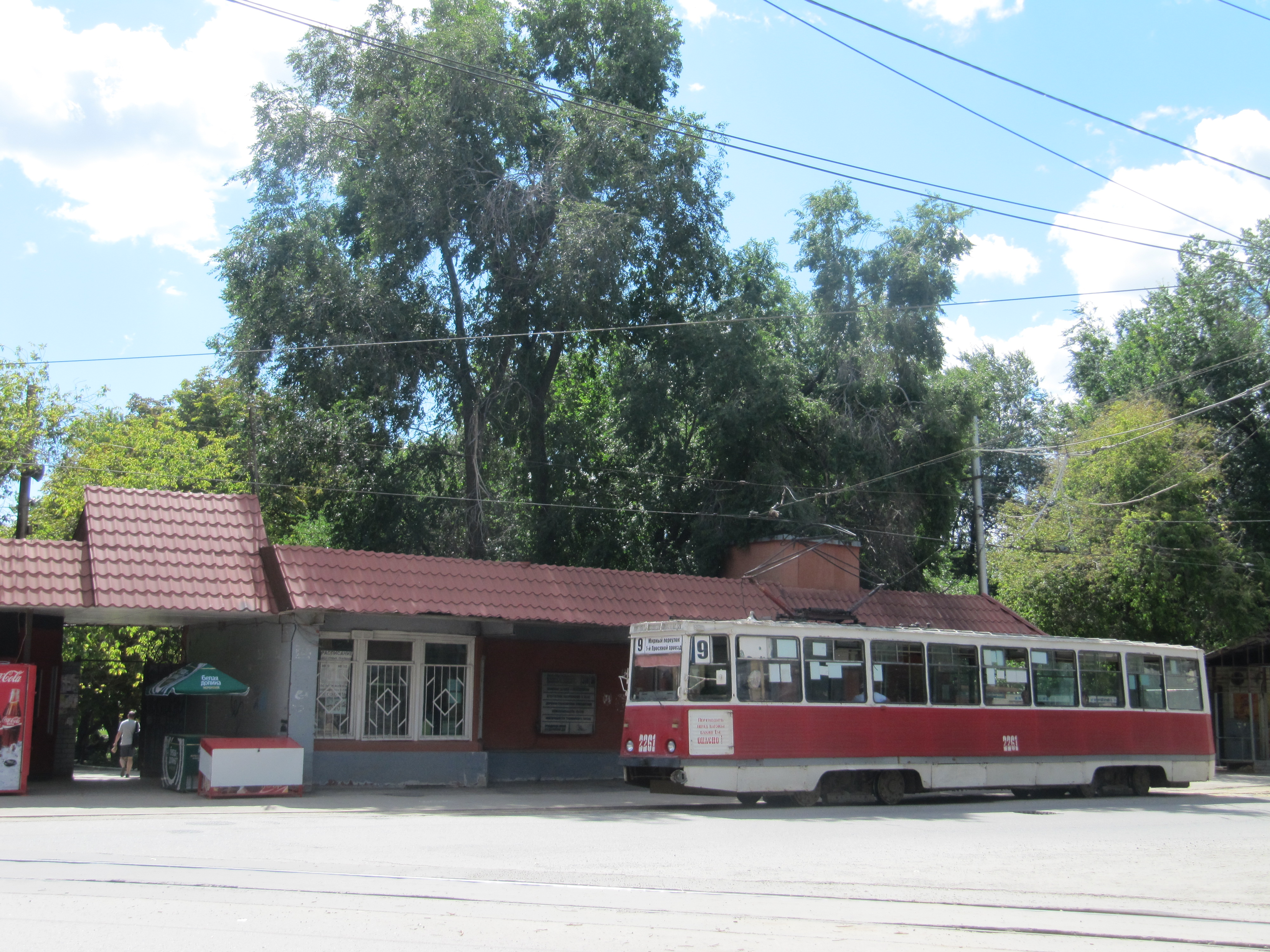
71-605（2020年撮影）
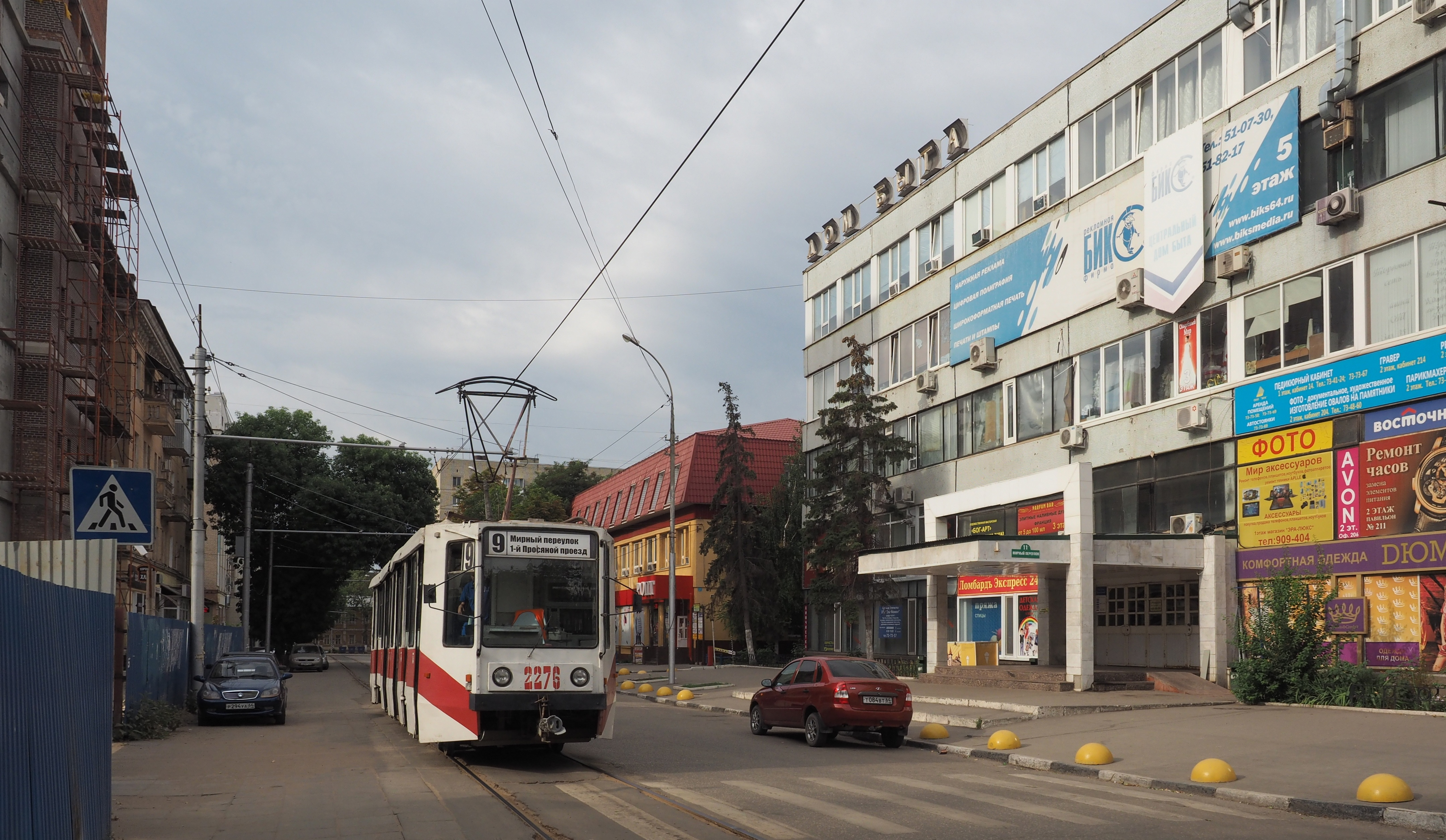
71-608K（2016年撮影）
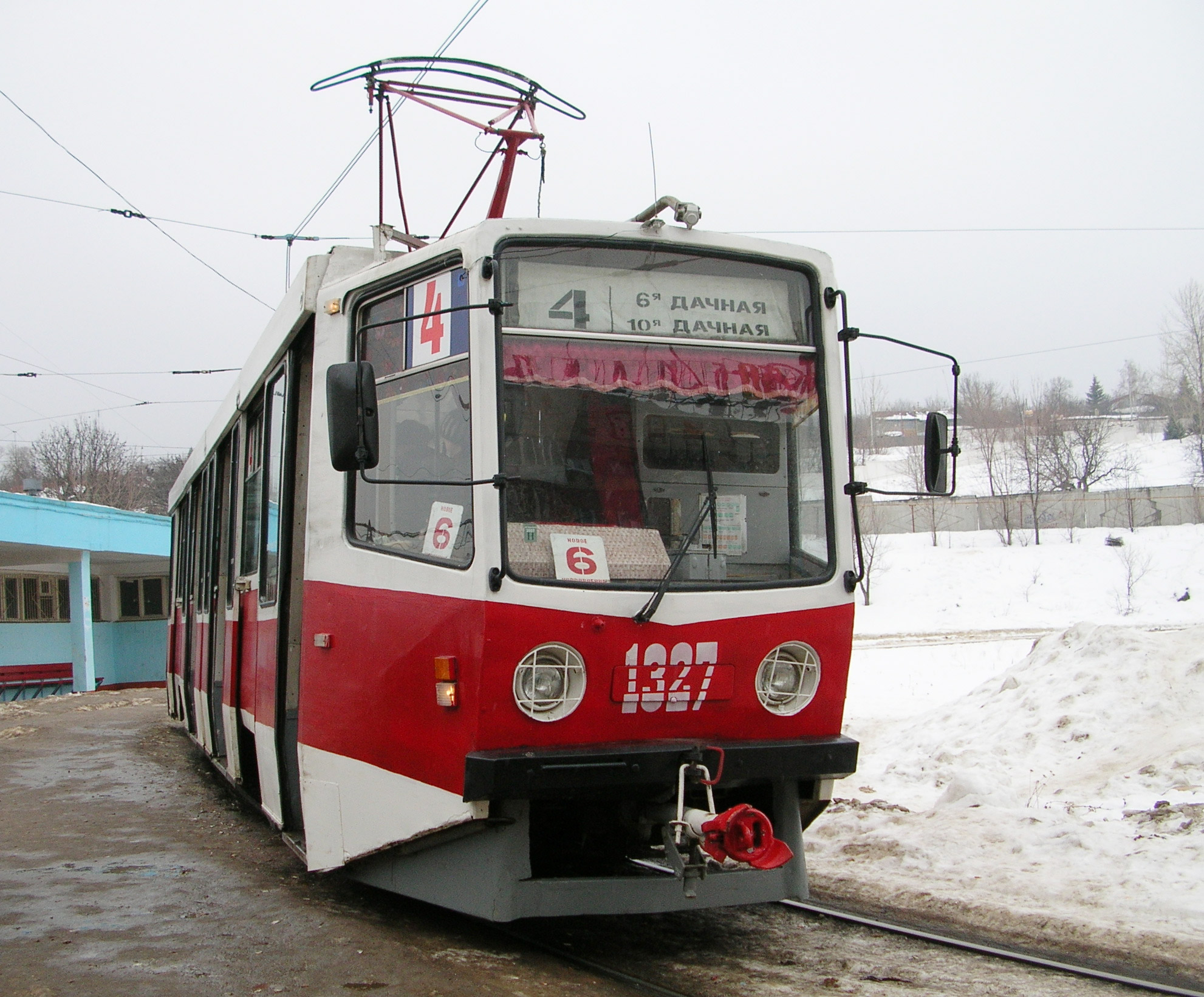
71-608KM（2008年撮影）
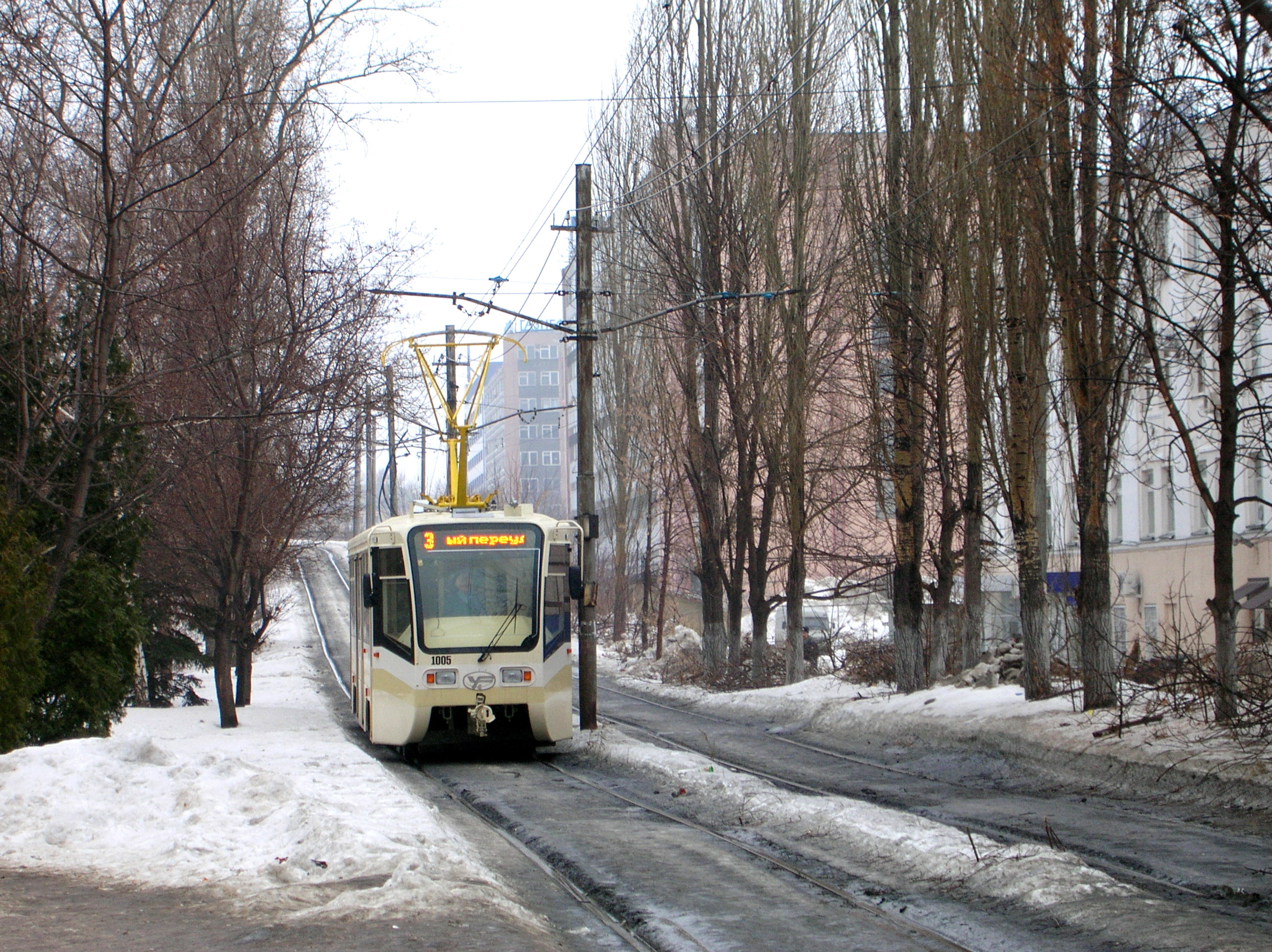
71-619（2008年撮影）
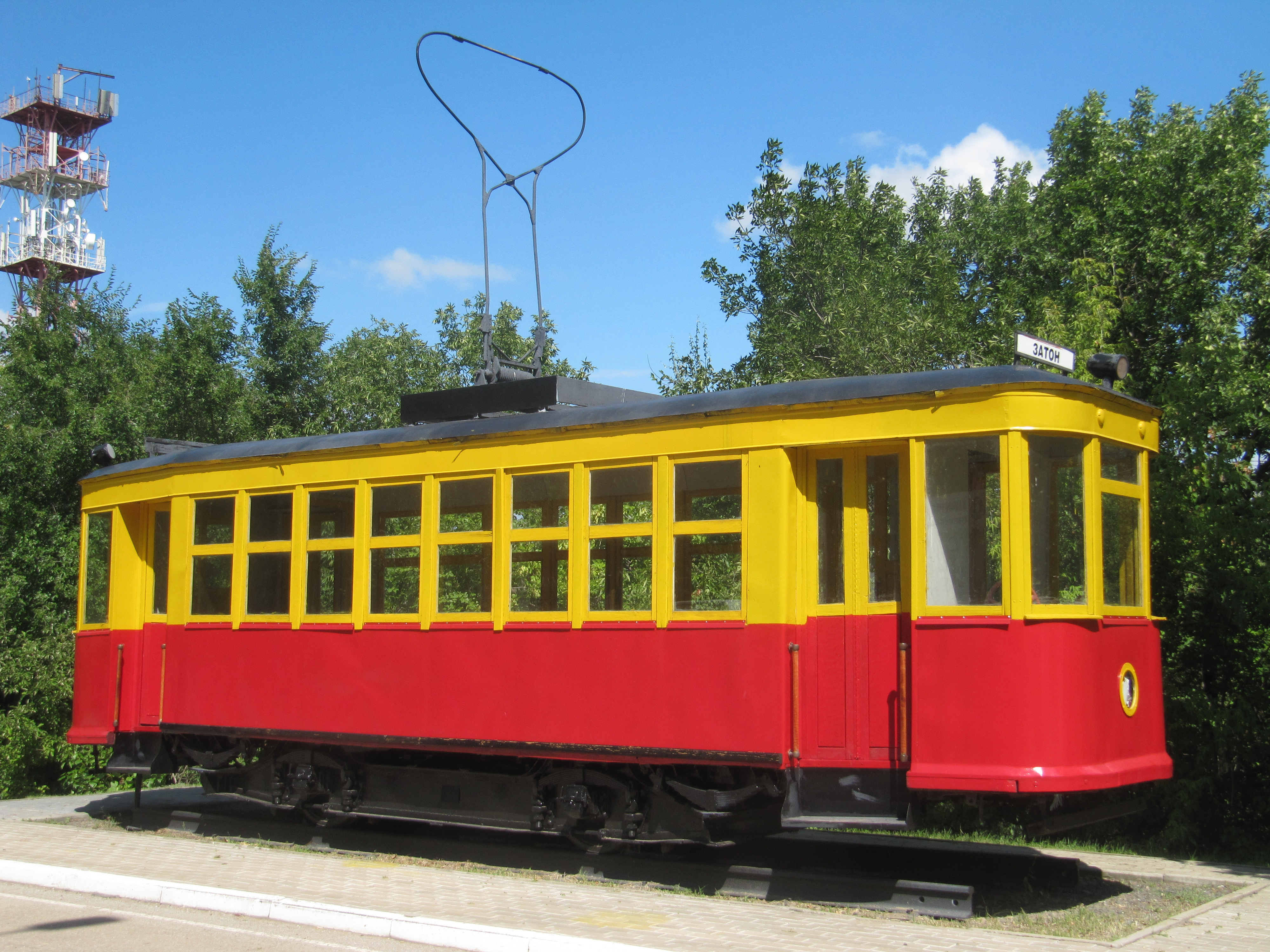
静態保存されているKh（2020年撮影）